# The Unveiling (film 1911)
The Unveiling è un cortometraggio muto del 1911 diretto da D.W. Griffith.

## Produzione
Il film fu prodotto dalla Biograph Company.

## Distribuzione
Distribuito dalla General Film Company, il film - un cortometraggio di una bobina - uscì nelle sale cinematografiche statunitensi il 16 ottobre 1911.